# Lavau (Yonne)
Lavau és un municipi francès, situat al departament del Yonne i a la regió de Borgonya - Franc Comtat. L'any 2007 tenia 526 habitants.

## Demografia

### Població
El 2007 la població de fet de Lavau era de 526 persones. Hi havia 188 famílies, de les quals 61 eren unipersonals (20 homes vivint sols i 41 dones vivint soles), 70 parelles sense fills, 53 parelles amb fills i 4 famílies monoparentals amb fills.
La població ha evolucionat segons el següent gràfic:
Habitants censats

### Habitatges
El 2007 hi havia 309 habitatges, 195 eren l'habitatge principal de la família, 86 eren segones residències i 29 estaven desocupats. 299 eren cases i 10 eren apartaments. Dels 195 habitatges principals, 144 estaven ocupats pels seus propietaris, 43 estaven llogats i ocupats pels llogaters i 7 estaven cedits a títol gratuït; 3 tenien una cambra, 22 en tenien dues, 47 en tenien tres, 42 en tenien quatre i 81 en tenien cinc o més. 120 habitatges disposaven pel capbaix d'una plaça de pàrquing. A 109 habitatges hi havia un automòbil i a 57 n'hi havia dos o més.

### Piràmide de població
La piràmide de població per edats i sexe el 2009 era:
| Homes | Edats   | Dones |
| ----- | ------- | ----- |
| 0     | 95 o +  | 4     |
| 4     | 90 a 94 | 16    |
| 0     | 85 a 89 | 12    |
| 0     | 80 a 84 | 4     |
| 16    | 75 a 79 | 12    |
| 28    | 70 a 74 | 0     |
| 16    | 65 a 69 | 32    |
| 24    | 60 a 64 | 16    |
| 8     | 55 a 59 | 4     |
| 16    | 50 a 54 | 8     |
| 32    | 45 a 49 | 12    |
| 0     | 40 a 44 | 20    |
| 24    | 35 a 39 | 8     |
| 0     | 30 a 34 | 16    |
| 8     | 25 a 29 | 8     |
| 8     | 20 a 24 | 0     |
| 36    | 15 a 19 | 8     |
| 16    | 10 a 14 | 4     |
| 12    | 5 a 9   | 4     |
| 12    | 0 a 4   | 4     |

## Economia
El 2007 la població en edat de treballar era de 260 persones, 186 eren actives i 74 eren inactives. De les 186 persones actives 157 estaven ocupades (97 homes i 60 dones) i 27 estaven aturades (12 homes i 15 dones). De les 74 persones inactives 25 estaven jubilades, 11 estaven estudiant i 38 estaven classificades com a «altres inactius».

### Ingressos
El 2009 a Lavau hi havia 183 unitats fiscals que integraven 386,5 persones, la mediana anual d'ingressos fiscals per persona era de 14.650 €.

### Activitats econòmiques
Dels 20 establiments que hi havia el 2007, 1 era d'una empresa de fabricació d'altres productes industrials, 6 d'empreses de construcció, 1 d'una empresa de comerç i reparació d'automòbils, 1 d'una empresa de transport, 2 d'empreses d'hostatgeria i restauració, 4 d'empreses immobiliàries, 2 d'empreses de serveis i 3 d'entitats de l'administració pública.
Dels 7 establiments de servei als particulars que hi havia el 2009, 1 era un paleta, 1 guixaire pintor, 1 fusteria, 3 lampisteries i 1 restaurant.
L'únic establiment comercial que hi havia el 2009 era una botiga de menys de 120 m².
L'any 2000 a Lavau hi havia 19 explotacions agrícoles que ocupaven un total de 1.508 hectàrees.

## Equipaments sanitaris i escolars
El 2009 hi havia una escola maternal.

## Poblacions més properes
El següent diagrama mostra les poblacions més properes.